# Aneura spegazziniana
Aneura spegazziniana là một loài rêu trong họ Aneuraceae. Loài này được A. Massal. Stephani mô tả khoa học đầu tiên năm 1899.